# New Pokémon Snap
A New Pokémon Snap a Bandai Namco Entertainment által fejlesztett, a Nintendo és a The Pokémon Company által a Nintendo Switch konzolra kiadott 2021-es első személyű fotós játék. Ez az 1999-ben Nintendo 64-re megjelent Pokémon Snap folytatása. 2020 júniusában jelentették be, 2021. április 30-án jelent meg. A játékosok egy síneken lebegő légi járművel utaznak a Lental régióban, és fényképezéssel kutatják a Pokémonokat.
A New Pokémon Snap játékosa egy Pokémon fotós aki meglátogatja a Lental régió különböző szigeteit, hogy segítse Mirror professzor, valamint segítői, Rita és Phil kutatási tanulmányait. Todd az eredeti Pokémon Snapből megjelenik ezekben a játékokban. A Lental régióban található kutatólaboratóriumot Ökológiai és Természettudományi Laboratóriumnak (LENS) nevezik.  Fotózás segít a játékosnak, hogy egy rövid összefoglalót az úgynevezett Photodex; A játék több mint 200 különféle pokémont tartalmaz, amelyeket a játékos lefényképezhet. Amellett, hogy fényképeket ad a Photodexhez, a játékos segít az Illumina-jelenség kivizsgálásában is, ahol a pokémon és a növények különleges ragyogást mutatnak.
Minden egyes kutatási expedícióhoz a játékos egy sínen lebegő légpárnával, a NEO-ONE-nal (a ZERO-ONE frissített változata a Pokémon Snapből) utazik, hogy biztonságosan fényképezhesse le a pokémonokat természetes környezetükben. Ezek az élőhelyek közé tartoznak a dzsungelek, a sivatagok és a strandok, amelyek nappal vagy éjszaka felkereshetők különböző típusú pokémonok fényképezése céljából. A játékos által készített minden fényképet Mirror professzor osztályozza egy-négy csillag skálán annak alapján, hogy a pokémon jelenlegi tevékenysége milyen ritka. Minden fotó egy pontszámot is kap, figyelembe véve például a felvételek kompozícióját, a pokémon közelségét és azt, hogy a kamerába néznek-e vagy sem.  A játékosok eldönthetik, hogy ezeket a fotókat a Photodexbe mentik-e, amely minden pokémonról legfeljebb négy képet képes tárolni (minden besorolásonként egyet). Amint a játékosok jobb minőségű fotókat készítenek, expedíciós pontokat szereznek, amelyek javítják a bérleti régió egyes területeinek kutatási szintjét. A magasabb szintű kutatási szintek több szintet nyitnak meg ezen a területen.
A jobb képek érdekében a játékost arra ösztönzik, hogy különféle eszközökkel hívja fel a kamerába a ritkán látható pokémon-reakciókat. A pokémon elcsalogatásához a játékosok használhatnak egy fluffruit nevű gyümölcsöt vagy játszhatnak egy dallamot, amely pokémonokat képes táncolni. Dobhatnak egy Illumina gömb nevű tárgyat is, hogy pokémon ragyogjon. A gömbök nemcsak arra szolgálnak, hogy a játékosok éjszaka fényképezzenek hanem potenciálisan megváltoztathatják a pokémon viselkedését is. A pokémontól függően az Illumina gömb segíthet felébreszteni az alvó lényeket, sőt néha felvidíthatja őket. A játékosok rejtett pokémonokat találhatnak a környéken, ha kamerájukkal keresik őket.
Miután Mirror professzor osztályozta a játékos fényképeit, a játékosok a Re-Snap funkció segítségével retusálhatják fotóikat. Ez lehetővé teszi a játékos számára, hogy megváltoztassa az olyan paramétereket, mint a zoom, az elmosódás és a fényerő, valamint fényképészeti szűrőket, képkereteket és matricákat adjon hozzá. Ezek a szerkesztett fotók elmenthetők a Photodextől különálló személyes fényképalbumba. A játékosok feltölthetik fényképeiket online, hogy megosszák más játékosokkal, akik viszont hozzájárulhatnak ahhoz, hogy kedvenc fényképeiket játék közben is megjelenítsék, ha megkedvelik őket.

## Készítése
Az New Pokémon Snapet a Bandai Namco Studios fejlesztette, és a The Pokémon Company és a Nintendo jelentette meg. A Bandai Namco korábban kifejlesztette a Pokkén Tournament harci játékot, amelyben a pokémonokat egy összekapcsolt világ részeként ábrázolták, együtt élve az emberekkel. Szuzaki Haruki játékrendező szerint, aki mindkét címet rendezte, éppen ez a pokémon-ábrázolás segítette a stúdiót abban, hogy megszerezze a lehetőséget a New Pokémon Snapen való munkára.
Szuzaki elképzelése a játékról az volt, hogy megtartsa az alapvető játékmenetet az eredetitől, miközben új funkciókat adott hozzá, amelyek tükrözték, hogy az emberek hogyan viszonyulnak jelenleg a fényképekhez. Kifejtette: „Az eredmény egy egyszerű játék, amely képeket készít egy olyan világban, ahol a pokémonok élnek és jól vannak a természetben, ugyanakkor számos különféle korabeli mód van a fényképezéssel való játékra.”
A Pokémon Presents bemutatóján jelentették be 2020. június 17-én és 2021. április 30-án jelent meg a Nintendo Switchre.

## Kiadás és promóció
A New Pokémon Snap 2021. április 30-án jelent meg Észak-Amerikában és Japánban, körülbelül 22 évvel az eredeti Pokemon Snap megjelenése után.
A játék népszerűsítése érdekében a Nintendo bejelentett néhány együttműködést. Az április 29. és május 2. között megrendezett Pokémon Go játékon belüli Pokemon a Lental régióból érkezett. A Nintendo a Fujifilmmel közösen bemutatta az indulás napján egy mobilalkalmazást, amely lehetővé teszi a játékosok számára, hogy egy Instax Mini Link nyomtatóval kinyomtassák a Nintendo Switch-en tárolt képernyőképeket, beleértve az New Pokémon Snap alkalmazásban készített fotókat is.Nyomtatás előtt az alkalmazás lehetővé teszi a felhasználói számára, hogy fényképeiket szűrővel és képkeretekkel díszíthessék, amelyeket a játék inspirált, valamint más játékokból, például a Mario franchise-ból és az Animal Crossing: New Horizonsból. 
Az új Pokémon Snap "általában pozitív értékeléseket kapott" a Metacritic áttekintő összesítő szerint. 
 

## Fordítás
Ez a szócikk részben vagy egészben  a   New Pokémon Snap című angol Wikipédia-szócikk ezen változatának fordításán alapul.  Az eredeti cikk szerkesztőit annak laptörténete sorolja fel. Ez a jelzés csupán a megfogalmazás eredetét és a szerzői jogokat jelzi, nem szolgál a cikkben szereplő információk forrásmegjelöléseként.